# Championnat du Ghana de football 1962-1963
Navigation
Saison précédente Saison suivante
La saison 1962-1963 du Championnat du Ghana de football est la cinquième édition de la première division au Ghana, la Premier League. Elle regroupe, sous forme d'une poule unique, les dix-huit meilleures équipes du pays qui se rencontrent deux fois, à domicile et à l'extérieur. En fin de saison, les quatre derniers du classement sont relégués et remplacés par les quatre meilleures formations de deuxième division.
C'est le club de Real Republicans Accra qui remporte le championnat cette saison après avoir terminé en tête du classement final, avec trois points d'avance sur Asante Kotoko et onze sur le tenant du titre, Hearts of Oak. C'est le tout premier titre de champion du Ghana de l'histoire du club, qui réussit même le doublé en s'imposant en finale de la Coupe du Ghana face à Cornerstones.
Durant la saison, le club de Sekondi Hasaacas est exclu par la fédération du fait du refus du club de transférer un de ses joueurs, Modibo Toe, vers le club de Real Republicans. Il est remplacé par le club de D2 de Ghana Independance, également basé dans la ville de Tema.

## Les clubs participants
| - Hearts of Oak - Asante Kotoko - Cornerstones - Great Olympics - Brong Ahafo United - Great Ashanti - Real Republicans Accra - All Blacks FC - Brong Ahafo Stars - Promu de D2 | - Eleven Wise - Sekondi Hasaacas - Mysterious Dwarfs - Venomous Vipers - Standfast FC - Eastern Rovers - Promu de D2 - Ahorsu United - Promu de D2 - Volta Heroes FC - Promu de D2 - Harbour City FC - Promu de D2 |

## Compétition
Le barème de points servant à établir les classements se décompose ainsi :
- Victoire : 2 points
- Match nul : 1 point
- Défaite : 0 point

### Classement
| Rang | Équipe                  | Pts | J  | G  | N  | P  | Bp  | Bc | Diff |
| ---- | ----------------------- | --- | -- | -- | -- | -- | --- | -- | ---- |
| 1    | Real Republicans AccraC | 58  | 34 | 26 | 6  | 2  | 112 | 31 | +81  |
| 2    | Asante Kotoko           | 55  | 34 | 25 | 5  | 4  | 97  | 26 | +71  |
| 3    | Hearts of OakT          | 47  | 34 | 21 | 5  | 8  | 83  | 49 | +34  |
| 4    | Great Olympics          | 41  | 34 | 16 | 9  | 9  | 73  | 44 | +29  |
| 5    | Great Ashanti           | 40  | 34 | 15 | 10 | 9  | 66  | 54 | +12  |
| 6    | Cornerstones            | 39  | 34 | 16 | 7  | 11 | 51  | 34 | +17  |
| 7    | Brong Ahafo United      | 39  | 34 | 17 | 5  | 12 | 65  | 44 | +21  |
| 8    | Venomous Vipers         | 34  | 34 | 15 | 4  | 15 | 55  | 59 | -4   |
| 9    | Harbour City FCP        | 34  | 34 | 13 | 8  | 13 | 43  | 63 | -20  |
| 10   | Eleven Wise             | 31  | 34 | 12 | 7  | 15 | 46  | 53 | -7   |
| 11   | Ghana Independance      | 29  | 34 | 10 | 9  | 15 | 60  | 63 | -3   |
| 12   | Mysterious Dwarfs       | 27  | 34 | 8  | 11 | 15 | 35  | 40 | -5   |
| 13   | Brong Ahafo StarsP      | 27  | 34 | 9  | 9  | 16 | 38  | 56 | -18  |
| 14   | Eastern RoversP         | 27  | 34 | 11 | 5  | 18 | 48  | 77 | -29  |
| 15   | All Blacks FC           | 23  | 34 | 8  | 7  | 19 | 44  | 49 | -5   |
| 16   | Ahorsu UnitedP          | 23  | 34 | 8  | 7  | 19 | 51  | 83 | -32  |
| 17   | Standfast FC            | 22  | 34 | 9  | 4  | 21 | 41  | 55 | -14  |
| 18   | Volta Heroes FCP        | 18  | 34 | 7  | 4  | 23 | 34  | 79 | -45  |

|  | Qualification pour la Coupe des clubs champions africains 1964                        |
|  | Relégation directe en deuxième division                                               |
|  | T : Tenant du titre C : Vainqueur de la Coupe du Ghana P : Promu de deuxième division |

## Bilan de la saison
| Championnat du Ghana de football 1962-1963 |                                    |
| Champion                                   | Real Republicans Accra (1er titre) |
| Coupes et trophées                         |                                    |
| Vainqueur de la Coupe du Ghana 1962-1963   | Real Republicans Accra             |
| Qualifications continentales               |                                    |
| Coupe des clubs champions africains 1964   | Real Republicans Accra             |
| Promotions et relégations                  |                                    |
| Promus en Premier League                   | Ghana Army FC                      |
| Promus en Premier League                   | Fankobaa Swedru                    |
| Promus en Premier League                   | Adansi United                      |
| Promus en Premier League                   | Susu Biribi FC                     |
| Relégués en Second League                  | All Blacks FC                      |
| Relégués en Second League                  | Ahorsu United                      |
| Relégués en Second League                  | Standfast FC                       |
| Relégués en Second League                  | Volta Heroes FC                    |